# Game Creek
Game Creek is een plaats (census-designated place) in de Amerikaanse staat Alaska, en valt bestuurlijk gezien onder Skagway-Hoonah-Angoon Census Area.

## Demografie
Bij de volkstelling in 2000 werd het aantal inwoners vastgesteld op 35.

## Geografie
Volgens het United States Census Bureau beslaat de plaats een oppervlakte van
12,8 km², waarvan 12,7 km² land en 0,1 km² water.

## Plaatsen in de nabije omgeving
De onderstaande figuur toont nabijgelegen plaatsen in een straal van 48 km rond Game Creek.